# Rheotanytarsus digitatus
Rheotanytarsus digitatus är en tvåvingeart som beskrevs av Kyerematen och Ole Anton Saether 2000. Rheotanytarsus digitatus ingår i släktet Rheotanytarsus och familjen fjädermyggor.
Artens utbredningsområde är Ghana. Inga underarter finns listade i Catalogue of Life.